# Weikersdorf am Steinfelde
Weikersdorf am Steinfelde là một đô thị thuộc huyện Wiener Neustadt-Land trong bang Niederösterreich, Áo.